# Vylyan pincészet
A Vylyan Szőlőbirtok és Pincészet részvénytársaság pincészet a Villányi borvidéken, Kisharsányban. Neve Villány 15. századi nevével egyezik meg. 
A pincészet 1994-ben palackozta első borait, mintegy 125 hektáron gazdálkodik (ebből 35 hektár 2006-ban még nem termő) és főleg kékszőlőket termeszt, nemzetközi fajtákat és hagyományos magyar fajtákat is. Ültetvényeik dél-délkeleti tájolású dűlőkben fekszenek.
A dűlőnevek: Dobogó, Pillangó, Mandolás, Városhegy, Gombás.
A pincészet mintegy 600 000 palackban 15–17 féle bort állít elő évente, kizárólag saját szőlőből. Boraik kilenctizede a magyar piacon talál gazdára, a maradékot az Amerikai Egyesült Államokba, Oroszországba, Svájcba, Csehországba és Lengyelországba exportálják.

## Története
A pincészetet Debreczeni Pál alapította, aki 1988-ban vásárolta meg az alapbirtokot. 1992-ben a pincészet 36 hektár szőlőt telepített, borásza ekkor Fekete Károly volt. Első borai Kékoportó, illetve Cabernet sauvignon fajtájúak voltak. Ez az első kékoportójuk 1998-ban Bordeaux-ban aranyérmet nyert.
A Vylyan ezután folyamatosan telepített újabb szőlőket és bővítette borainak skáláját.
1998-ban elkészült a Vylyan új borfeldolgozója. A főborász Ipacs Szabó István lett. 1999-ben a Vylyan már önálló standdal vett részt a bordeaux-i VINEXPO borvilágkiállításon. A következő évben a pincészet 300 köbméter tölgyfarönköt vásárolt hordóalapanyagnak a mecseki és zempléni erdőkből (a saját szárítású tölgyfadongákból 2003-ra elkészültek a pincészet 225 literes barrique hordói.
2001-től boraik értékesítésébe több nagykereskedő is bekapcsolódott. 2002-től szőlészük Balogh Kornél. 2004-ben saját értékesítési hálózatot hoztak létre öt területi vezérképviselővel (Buda, Pest, Nyugat-Magyarország, Kelet-Magyarország, Dél-Magyarország). Ebben az évben csatlakozott a pincészethez Marie Laroze francia borász, és ebben az évben halt meg az alapító Debreczeni Pál.
A Vylyan Szőlőbirtok és Pincészet nyerte el Az év pincészete címet 2008-ban.

## Jellemző boraik
Nemzetközi fajták:
- Chardonnay
- Rizling
- Cabernet sauvignon
- Cabernet franc
- Merlot
- Pinot noir
- Syrah

Hazai fajták:
- Kadarka
- Kékfrankos
- Kékoportó

## Külső hivatkozás
- Hivatalos oldal